# Guglielmo II di La Marck
Guglielmo II di la Marck, signore di Lumey (Lummen, 1542 – Principato vescovile di Liegi, 1º maggio 1578), è stato l'ammiraglio dei Gheusi del mare, esuli calvinisti che si unirono a Guglielmo I d'Orange, principe d’Orange-Nassau, all’inizio della guerra degli ottant’anni (1568–1648).

## Biografia
Era il pronipote del barone Guglielmo di la Marck, detto anche «il cinghiale delle Ardenne»; era anche titolare del feudo di Lumey. In quanto leader dei Gheusi, Guglielmo decise di occupare una base permanente sulla costa dei Paesi Bassi e, inaspettatamente, con l'aiuto dei suoi capitani Lenaert Jansz de Graeff e Willem Bloys van Treslong, occupò la città di Brielle (Presa di Brielle), che non aveva alcuna guarnigione. Nel seguito dell'occupazione gli sono ascritte molte atrocità, come l'esecuzione sommaria dei martiri di Gorcum il (9 luglio 1572), 19 religiosi e presbiteri cattolici da cui pretendeva la conversione al calvinismo e che sottopose a torture e mutilazioni e poi fece impiccare. Questi furono considerati martiri della fede dalla Chiesa cattolica e canonizzati dal papa Pio IX nel 1867. Guglielmo compì questo massacro, in dispregio degli ordini che gli aveva inviato Guglielmo I d'Orange di non infierire sui cattolici, soprattutto per affermare il suo potere e la sua indipendenza dal principe d'Orange.
Dopo essersi impadronito delle province dell'Olanda meridionale, conquistò anche quelle dell'Olanda settentrionale e la Zelanda, così che il 20 giugno 1572 fu eletto dai ribelli statolder dell'Olanda e governatore militare di tutti territori riconquistati. Non riconobbe mai l'autorità o il primato di Guglielmo d'Orange, che però più tardi riuscì a imporsi come il leader dell'insurrezione dei Paesi Bassi contro Filippo II di Spagna.

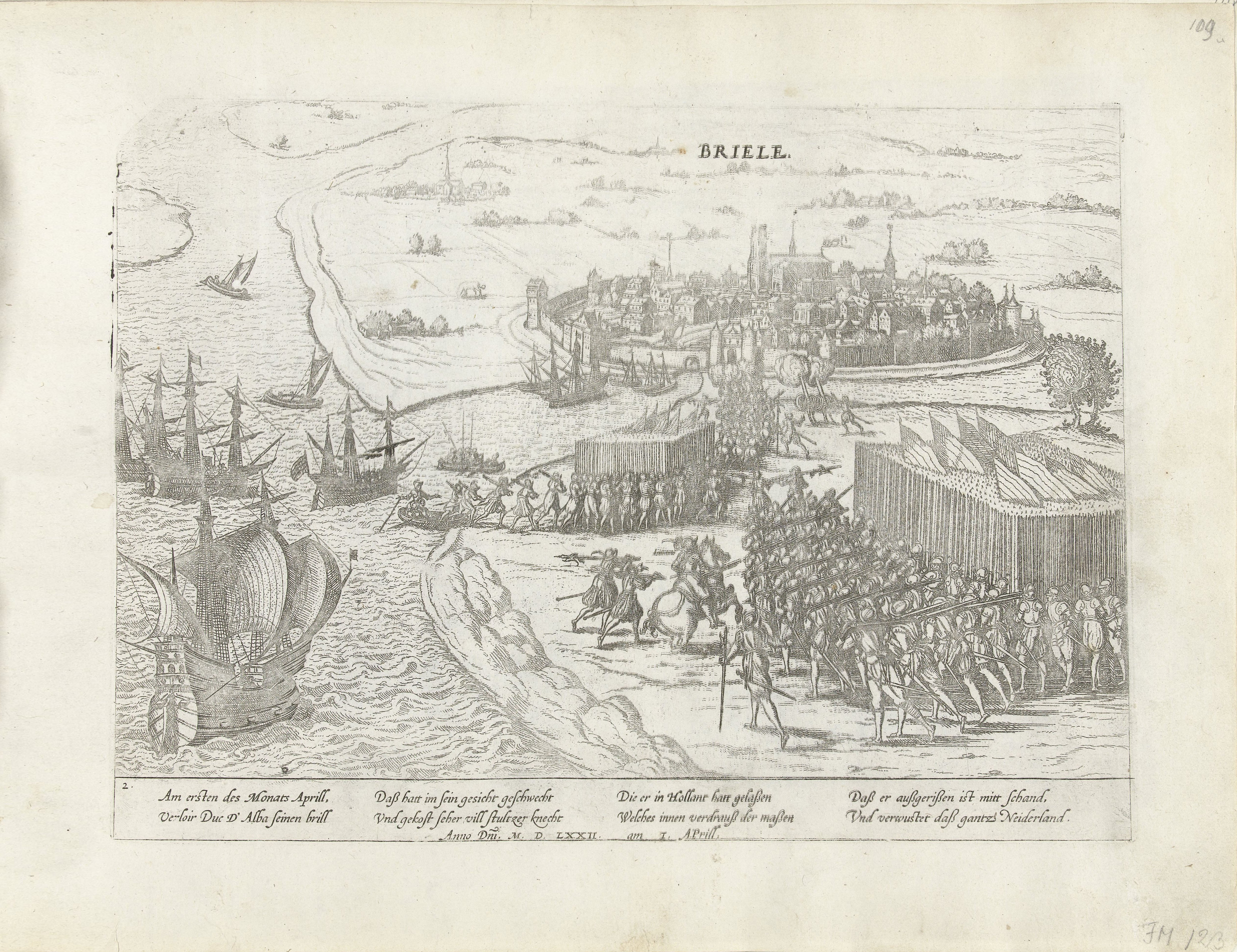
La presa di Brielle, il 1º aprile 1572 (stampa di Franz Hogenberg)

Nel 1576, Lumey fu messo al bando dai Paesi-Bassi settentrionali, sia per iniziativa degli Stati d'Olanda e della Frisia occidentale che per quella del principe d'Orange. Rientrò allora nel suo paese d'origine il principato di Liegi, dove morì il 1º maggio 1578. La causa della sua morte non fu mai chiarita, alcune fonti propendono per un avvelenamento, altre per l'infezione del virus della rabbia, contratta a seguito del morso di un cane.
Secondo alcune fonti, i resti di Guglielmo di la Marck sarebbero chiusi in una cassa murata nella cripta dei duchi d'Aremberg, sotto la cappella del monastero dei cappuccini a Enghien.